# Gus Hall
Gus Hall (8. října 1910 – 13. října 2000) byl americký politik, předseda Komunistické strany USA v letech 1959 až 2000.

## Život
Narodil se v Minnesotě v rodině finských přistěhovalců jako Arvo Kustaa Hallberg. Protože se jako organizátor stávek dostal na černou listinu zaměstnavatelů, nechal si v roce 1935 úředně změnit jméno na Gus Hall.
Pocházel z deseti dětí, jeho rodiče byli aktivními členy Industrial Workers of the World. V roce 1929 vstoupil do komunistické strany, v letech 1931 až 1933 studoval v Moskvě. Pracoval jako dřevorubec a dělník v ocelárnách, za války sloužil u námořnictva na Guamu. V letech 1951 — 1957 byl vězněn na základě Smithova zákona za podvratnou činnost. V roce 1959 byl zvolen do čela strany, na funkci rezignoval až těsně před smrtí.
Čtyřikrát kandidoval na úřad prezidenta: v letech 1972, 1976, 1980 a 1984. Nejvíc hlasů získal v roce 1976, kdy byla důvěra v politický systém nahlodána po aféře Watergate: přes padesát osm tisíc, což představovalo 0,07 %.
Byl známý jako tvrdý stalinista, odmítající veškeré pokusy o reformy socialismu. 
V roce 1977 obdržel Leninův řád.